# Mustapha Chérif
Mustapha Cherif (en arabe : مصطفى شريف), né en 1950 à Miliana  en Algérie, est un penseur et un philosophe, écrivain et chercheur en sciences humaines et sociales, pédagogue, expert du dialogue des cultures et des religions de renommée internationale. 
Mustapha Cherif est régulièrement cité comme étant l'une des personnalités intellectuelles les plus influentes du monde musulmans. 
Il est l'auteur de vingt ouvrages traduits en douze langues sur les enjeux de culture, d'éducation et du dialogue entre les civilisations. Il œuvre pour le dialogue de la paix et ses travaux portent sur l'inter-connaissance. 
C'est le seul penseur musulman à avoir rencontré les trois derniers papes, Jean-Paul II, Benoît XVI et François.

## Biographie

### Dialogue interreligieux
Mustapha Cherif a participé au premier colloque international sur l'islam et le christianisme qui a eu lieu à Cordoue en 1975. Une rencontre a eu lieu entre lui et le pape Benoît XVI le 11 novembre 2006. En 2015, Le Pape François l'a reçu au Vatican dans le cadre du dialogue interconfessionnel. 
En 1993, il fonde le Groupe d'amitié islamo-chrétienne aux côtés du Père Michel Lelong. 

### Haut Fonctionnaire
Il est ministre des Universités en Algérie en 1990, puis ambassadeur d'Algérie en Égypte de 1994 à 2001.

### Parcours Académique
- Docteur ès lettres en philosophie et Docteur en sociologie de l'École des hautes études en sciences sociales (EHESS) en 1978.
- Fondateur et Président de l'Université de la Formation Continue en Algérie (UFC).
- Conférencier International comme à l'université de Yale (USA), à Cambridge (UK) et au Collège de France.

## Récompenses
- Prix UNESCO Sharjah pour le dialogue des cultures de la paix, 2012.
- Prix Ducci pour la culture de la paix, Fondation italienne, 2013.

## Ouvrages
- Culture et politique au Maghreb, Alger, 1989.
- L’Islam à l’épreuve du temps, Paris, 1991.
- Islam et modernité, Le Caire, 2000.
- Orient-Occident, Alger, 2004.
- L’Islam, tolérant ou intolérant ?, Paris, 2006, traduit en espagnol, anglais, allemand, turc, japonais, néerlandais et en portugais.
- Rencontre avec le Pape, l’Islam et le dialogue inter-religieux, Alger, 2011.
- Le Prophète et notre temps, Alger, 2012.
- Le Coran et notre temps, Alger, 2012.
- Le dialogue des cultures, enjeux et perspectives, Alger, 2013.
- « Culture et politique au Maghreb », Édit Relations, Alger, 1989
- « L'Islam l’épreuve du temps », Édit Publisud, Paris, 1991
- « L’Islam et la modernité », Édit ENAG, Alger, 2002, et Édit Dar Chourouk, le Caire, 2000
- « Orient-Occident », Édit Anep, Alger, 2004
- « L’Islam, tolérant ou intolérant ?» Édit Odile Jacob, Paris, 2006
- « L’Orient et l’Occident », Édit Odile Jacob, Paris, 2006
- « Rencontre avec le Pape », Albouraq Paris, 2013
- « Le Prophète et notre temps », Albouraq Paris, 2012
- « Le Coran et notre temps », Albouraq, Paris, 2012
- « Le défi du savoir en Algérie », Édit Anep Alger 2013
- « Le principe du juste milieu », Édit Albouraq, Paris 2014
- L’information, la communication et le dialogue, Édit Dar Houma 2015
- « Sortir des extrêmes », Édit Points sur les i, Paris, 2015
- « Une autre modernité », Édit Anep, Alger 2015
- « Éducation et islam », Édit Fondapol, Paris 2015
- « L’Émir Abdelkader, apôtre de la fraternité », Édit Odile Jacob, Paris, 2016
- « L’alliance des civilisations, » éditions Casbah, Alger, 2018
- « La civilisation musulmane ; modèle du juste milieu », Anep, Alger 2019
- « Face à la pandémie », l’humanité au défi, Anep, Alger, 2021